# Кричке (Пакрац)
Кричке су насељено место у саставу града Пакраца, у западној Славонији, Република Хрватска.

## Становништво
Насеље је према попису становништва из 2011. године имало 19 становника.
| Националност       | 1991.       |
| Срби               | 88 (97,77%) |
| Хрвати             | 1 (1,11%)   |
| Југословени        | 0           |
| остали и непознато | 1 (1,11%)   |
| Укупно             | 90          |